# دیوید رابینسون (ناقد فیلم)
دیوید رابینسون (۶ اوت ۱۹۳۰ در لینکلن، انگلستان) ناقد فیلم و نویسندهٔ انگلیسیِ زندگینامهٔ رسمیِ چارلی چاپلین است.
رابینسون در دههٔ ۱۹۵۰ نوشتن مقاله در سایت اند ساوند را آغاز کرد. سپس‌تر مقالاتش را در فایننشال تایمز و تایمز منتشر کرد.

## آثار ترجمه‌شده به فارسی
- تاریخ سینمای جهان، ترجمهٔ همایون عباسپور و ابراهیم ابوالمعالی